# Slingerbjörnbär
Slingerbjörnbär (Rubus flexuosus) är en rosväxtart som beskrevs av P. J. Müll., Lefèvre. Slingerbjörnbär ingår i släktet rubusar och familjen rosväxter. Inga underarter finns listade i Catalogue of Life.